# Musée d'ethnographie de Genève
Musée d'ethnographie de Genève (MEG) är ett etnografiskt museum i Genève i Schweiz. En stor del av museets samlingar är tillgängliga via internet.
Museet grundades den 25 september 1901 på initiativ av professor Eugène Pittard vid Genèves universitet. Samlingarna förvarades först i en byggnad i närheten av universitetet, men flyttades 1939 till en nedlagd skola på Boulevard Carl Vogt. Museet öppnade den 12 juli 1941 och utvidgades 1949 och 1975 med ett annex i en intilliggande byggnad.
Samlingarna utökades successivt och museet blev allt mer trångbott. År 2008 utlystes en arkitekttävling för en utvidgning av museet med en ny byggnad på den befintliga tomten. Tävlingen vanns av arkitekterna Marco Graber och Thomas Pulver med förslaget Quadratur des Kreises bestående av en 85 meter lång och 12 meter hög byggnad som delvis går ned under markplan med ingång till de underjordiska utställningslokalerna genom en separat byggnad. Byggnaden, som påminner om ett indonesiskt Långhus, är klädd med aluminiumplåt.
Mellan det gamla museet, den nya museibyggnaden och den tidigare skolan finns ett litet torg med exotiska träd och växter såsom judasträd och fackelblomsväxter ritat av landskapsarkitekt Guido Hager.
Den nya museibyggnaden, som invigdes den 31 oktober 2014, har utställningslokaler och en hörsal under jord, entré, kafeteria och museibutik på bottenvåningen och bibliotek och musikrum på övre våningen.
MEG tilldelades European Museum of the Year Award år 2017.